# Сивре сир Ев
Сивре сир Ев (фр. Civray-sur-Esves) је насељено место у Француској у региону Центар, у департману Ендр и Лоара.
По подацима из 2011. године у општини је живело 220 становника, а густина насељености је износила 16,55 становника/km².

## Демографија
| 1962. | 1968. | 1975. | 1982. | 1990. | 2011. |
| ----- | ----- | ----- | ----- | ----- | ----- |
| 285   | 266   | 217   | 167   | 189   | 220   |